# Тайра-но Киёмори
Тайра-но Киёмори (яп. 平 清盛, 1118 — 1181) — японский политический деятель и полководец конца эпохи Хэйан. Сын Тайра-но Тадамори. С 1153 года — глава клана Тайра.

## Жизнеописание
В 1156 году вместе с Минамото-но Ёситомо, главой клана Минамото, подавил восстание Хогэн, что возвысило самурайские кланы Тайра и Минамото над остальными воинскими кланами.
В 1159 году во время смуты Хэйдзи Киёмори и Ёситомо были противниками. Ёситомо был убит, и клан Тайра оказался единственным влиятельным самурайским кланом в столице. Отрекшийся император Го-Сиракава покровительствовал Киёмори, и глава клана Тайра, а также и его родственники получали повышения и должности вне очереди.
В 1160 году Го-Сиракава произвел Киёмори в чин старшей степени третьего класса и назначил его государственным советником, в 1166 году — пожалован чин старшей степени второго класса.
В 1167 году Киёмори был назначен на пост главного министра страны, то есть фактически главы правительства. Также ему был пожалован чин младшей степени первого ранга и право въезжать во дворец в карете, влекомой людьми, а также земельные владения в областях Харима, Хидзэн и Хиго, и владения эти были сделаны наследственными в его роде.
Во втором месяце 1168 года император Рокудзё отрекся в пользу принца Норихито, которому было в это время шесть лет от роду. Норихито вступил на престол под именем Такакура. Матерью этого императора была сестра жены Киёмори. По свидетельству «Повести о доме Тайра», брат матери императора, первый государственный секретарь Токитада, по этому поводу сказал: «Теперь по всей стране кто только не из рода Тайра, тот даже не человек». Более шестидесяти человек из фамилии Тайра занимали в это время придворные и высшие правительственные должности, и земельные владения этого рода простирались на тридцать с лишним областей.
В 1170 году Киёмори внезапно заболел и после выздоровления принял монашество. Таким образом, он держал в руках ключи уже к трём ветвям власти — военной, законодательной и храмовой. В 1171 году Киёмори организовал брак между императором Такакура и своей дочерью Тайра-но Токуко. Их первый сын, принц Токихито, родился в 1178 году. В 1179 году Киёмори организовал государственный переворот, в результате которого все его соперники были устранены с государственных постов и отправлены в изгнание, а их земли достались клану Тайра. Следующим шагом Киёмори стало водворение на правительственные должности своих союзников и родственников и заключение под стражу Го-Сиракавы. Однако он планировал это сделать сразу после смуты Сисигатани, но мольба Сигэмори спасла императора-инока, который был очень добр к Сигэмори. В 1180 году Киёмори заставил императора Такакуру отречься от престола в пользу принца Токихито, который стал таким образом императором Антоку. Из-за этого принц Мотихито взбунтовался, ему надоело наблюдать за тем, как он, законный наследник императора после Нидзё, вынужден терпеливо смотреть, как его братья и племянники садятся на престол. Кроме того, Киёмори решил перенести столицу Японии в Фукухару и сделать её столицей Хэйкэ. Однако столицей Фукухара была недолго, всего шесть месяцев. 29 дня 11 месяца Киёмори покинул Фукухару, которая была ему домом более десяти лет.
По данным на 1170 год в квартале Рокухара насчитывалось 3200 домов, принадлежащих Тайра. Помимо этого, Киёмори вкладывал значительные усилия в развитие района Овадотомари (недалеко от современного города Кобе), где находилась Фукухара. Киёмори использовал выгодное расположение Фукухары и широко развил внутренние и внешние торговые отношения. Торговля с Китаем, Кореей и другими провинциями Японии приносили значительные доходы дому Тайра. Помимо обычных товаров с материка импортировались передовые в то время знания, технологии, изобретения, идеи.
В 1177 году против Киёмори был организован заговор, разоблачённый благодаря внедрению в ряды заговорщиков шпиона Киёмори. Заговор раскрыли, организатора — Сайко (в миру Фудзивара-но Моромицу) — казнили, троих его сообщников — Сюнкана, Тайра-но Ясуёри и Фудзивара-но Нарицунэ — отправили в ссылку на отдалённый остров Кикайгасима.
Однако монополия Тайра на власть не устраивала ни столичную аристократию, ни провинциальные кланы, даже те, что в прошлом были их союзниками. В середине 1180 года принц Мотихито, брат императора Такакура, призвал на помощь клан Минамото. В начале 1181 года Киёмори умер от болезни, оставив своего сына Мунэмори руководить кланом. В 1185 году Тайра потерпели окончательное поражение, проиграв Минамото.

## Личность
Тайра-но Киёмори является одним из главных персонажей «Повести о доме Тайра» («Хэйкэ-моногатари»). Талантливый, харизматичный лидер, и одновременно — самодур, жестокий и несправедливый. Легенда гласит, что предсмертная лихорадка Киёмори была настолько сильна, что любой, кто оказывался рядом с ним, сгорал дотла; в результате его труп был оставлен остывать на несколько часов, прежде чем с ним были совершены необходимые обряды. Существует версия, что отцом Киёмори мог быть император Сиракава. 

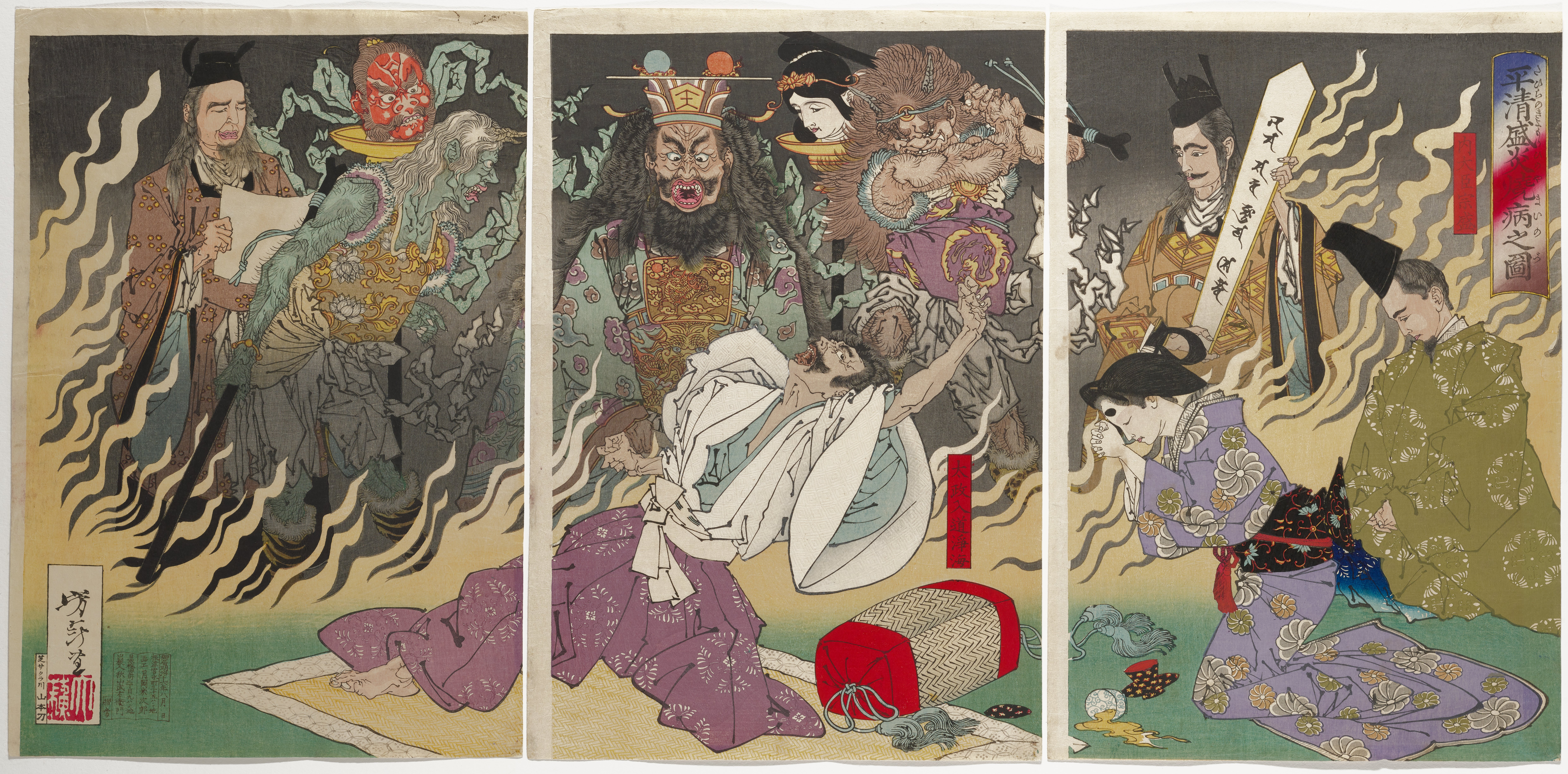
Киёмори в аду